# ESO 1-9
ESO 1-9 هو اصطدام مجري. وقد اكتشفه جون هيرشل. يبعد عن الأرض 957.9462 فرسخ فلكي. تبلغ سرعته الشعاعية 2463 كيلومتر في الثانية.

## روابط خارجية
- ESO 1-9 على موقع ويكي سكاي: DSS2, SDSS, GALEX, IRAS, Hydrogen α, X-Ray, Astrophoto, Sky Map, Articles and images